# Olivia Smoliga
Olivia Smoliga, née le 12 octobre 1994, est une nageuse américaine, spécialiste de dos et de nage libre.

## Carrière
Enfant, elle fait du volley-ball, du jazz, de la danse classique ainsi que de la danse irlandaise avant de se tourner vers la natation. 
Lors des championnats du monde en petit bassin 2012, sa première compétition internationale, elle a remporté quatre médailles dont deux en or, une en argent et une en bronze. 
Qualifiée sur le 100 m dos pour les Jeux de Rio en 2016, elle se classe 6e de la finale en 58 s 95 à 19 centièmes du podium. Elle remporte la médaille d'or du relais féminin du 4 × 100 m 4 nages. 
Aux championnats du monde en petit bassin 2018, elle remporte huit médailles d'or : le 50 m et 100 m dos ainsi qu'avec les relais féminins 4 × 100 m nage libre, 4 × 50 m 4 nages et 4 × 100 m 4 nages et le relais mixte 4 × 100 m 4 nages,. 

## Palmarès

### Jeux olympiques
- Jeux olympiques d’été de 2016 à Rio de Janeiro ( Brésil) :
  -  médaille d’or du relais 4 × 100 m quatre nages.
- Jeux olympiques d’été de 2020 à Tokyo ( Japon) :
  -  médaille de bronze du relais 4 × 100 m nage libre.

### Championnats du monde en grand bassin
- Championnats du monde 2017 à Budapest ( Hongrie) :
  -  médaille d'or du relais 4 × 100 m nage libre.
  -  médaille d'or du relais 4 × 100 m quatre nages (participe uniquement aux séries).

- Championnats du monde 2019 à Gwangju ( Corée du Sud) :
  -  médaille d'or du 50 m dos.
  -  médaille d'or du relais 4 × 100 m quatre nages (participe uniquement aux séries).
  -  médaille de bronze du 100 m dos.

- Championnats du monde 2023 à Fukuoka ( Japon) :
  -  médaille d'argent du relais 4 × 100 m nage libre.
  -  médaille d'argent du relais 4 × 100 m nage libre mixte (participe uniquement aux séries).

### Championnats du monde en petit bassin
- Championnats du monde en petit bassin 2012 à Istanbul ( Turquie) :
  -  médaille d'or du 100 m dos
  -  médaille d'or du relais 4 × 100 m nage libre[Notes 1]
  -  médaille d'argent du 50 m dos
  -  médaille de bronze du relais 4 × 100 m quatre nages